# Paradoxe de la flèche
Ne doit pas être confondu avec paradoxe de l'archer ou paradoxe de la dichotomie.
 (juillet 2016).
Si vous disposez d'ouvrages ou d'articles de référence ou si vous connaissez des sites web de qualité traitant du thème abordé ici, merci de compléter l'article en donnant les références utiles à sa vérifiabilité et en les liant à la section « Notes et références ».
Le paradoxe de la flèche est un des paradoxes formulé par Zénon d'Élée pendant l'Antiquité.

## Présentation
La flèche, à chaque instant, occupe un espace égal à son volume, d'où découle l'apparente impossibilité du mouvement.

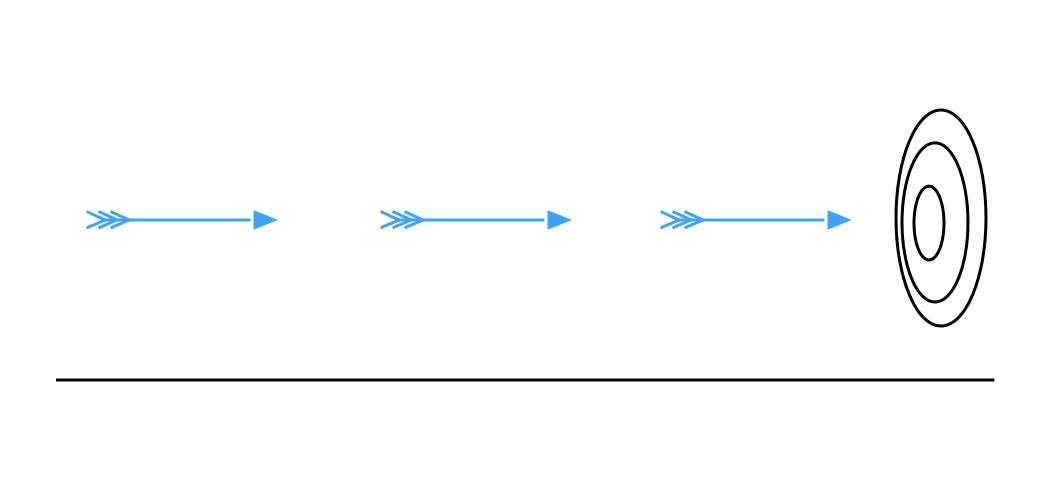

Considérons une flèche lancée. À chaque instant, la flèche se trouve à une position précise. Si le présent a une durée nulle, alors la flèche n'a pas de temps pour se déplacer et reste immobile pendant cet instant. Maintenant, pendant les instants suivants, elle va rester immobile pour la même raison. Si le temps est une succession d'instants nuls, comment l'addition d'une infinité de ces moments nuls pourrait donner lieu à un mouvement ? Ainsi, ce paradoxe pose la question : si à chaque instant le temps est arrêté, comment la flèche peut-elle avancer en dépit de l'expérience quotidienne ? Ici, nous devons concilier deux affirmations qui se confrontent :
- La flèche étant immobile dans un temps nul, qui est l'instant présent. Une quantité infinie d'additions de moments nuls donnera toujours un temps nul, et donc un mouvement impossible.

- Pourtant, en dépit du présent statique, le mouvement est apparent. Est-ce une illusion de nos sens ou une réalité ? Le temps lui-même pourrait être une illusion ?

## Interrogation
Cela nous rappelle certaines théories scientifiques où le temps pourrait être une illusion, comme la théorie de l'univers-bloc, ou d'autres théories qui suggèrent que nous vivons dans un hologramme, comme mentionné par Stephen Hawking.
Ce paradoxe traduit toute la difficulté conceptuelle liée à la notion de vitesse instantanée. Toute vitesse nécessite d'associer un déplacement à un intervalle de temps. Si un intervalle de temps est nul, il ne peut y avoir de déplacement, ce qui rend apparemment impossible le calcul d'une vitesse.
Au-delà de l’impossibilité de calculer la vitesse dans le moment statique du présent, ce paradoxe renferme de profondes interrogations physiques et métaphysiques sur la nature du mouvement. Qui n’ont pas reçu à ce jour d’explications définitives.

## Dans la littérature
Dans Le Cimetière Marin, Paul Valéry fait référence au paradoxe de la flèche, ainsi qu'à un second paradoxe de Zénon, le paradoxe d'Achille et de la tortue :
"Zénon! Cruel Zénon! Zénon d'Elée
M'as-tu percé de cette flèche ailée
Qui vibre, vole, et qui ne vole pas!
Le son m'enfante et la flèche me tue!
Ah! le soleil... quelle ombre de tortue
Pour l'âme, Achille immobile à grands pas!"

## Point de vue scientifique moderne
La physique moderne considère que les « paradoxes de Zénon » sont résolus s'ils sont posés rigoureusement au sens des mathématiques modernes. Les processus infinis sont restés théoriquement problématiques en mathématiques jusqu’à la fin du XIXe siècle. Avec leur notion de limite, Weierstrass et Cauchy ont développé une formulation rigoureuse de la logique et du calcul infinitésimal impliqués dans ces paradoxes. Nombre de scientifiques, d'historiens et de philosophes, considèrent ainsi que les paradoxes de Zénon ne sont que des paradoxes apparents résultant de problèmes mal posés et des biais de raisonnement humains.